# Madisonville (Kentucky)
Madisonville város az USA Kentucky államában. Lakosainak száma 19 542 fő (2020. április 1.).

## Népesség
A település népességének változása:

| 2010 | 19 591 |
| 2020 | 19 542 |